# Ruta Nacional 147 (Argentina)
La Ruta Nacional 147 es una carretera argentina asfaltada marcada en rojo en el mapa adjunto, que se encuentra en el noroeste de la Provincia de San Luis. En su recorrido de 128 kilómetros une la Avenida Parque Gobernador José Santos Ortiz, que es la antigua traza de la Ruta Nacional 7 en el km 784, en la ciudad de San Luis con la Ruta Nacional 20, en el km 387, en el caserío La Chañarienta.
En el km 924 se encuentra el acceso al parque nacional Sierra de las Quijadas.

## Localidades
Las ciudades y pueblos por los que pasa esta ruta de sudeste a noroeste son las siguientes (los pueblos con menos de 5000 habitantes figuran en itálica).

### Provincia de San Luis
Recorrido: 128 km (km 806 a 934).
- Departamento Juan Martín de Pueyrredón: San Luis (km 806-812).
- Departamento Belgrano: San Antonio (km 902).
- Departamento Ayacucho: paraje La Chañarienta (km 934).

## Traza antigua
Antiguamente esta ruta se extendía entre San Luis y Caucete, que era el empalme con la vieja Ruta Nacional 20. El tramo de 180 km entre La Chañarienta y Caucete actualmente pertenece a la R.N. 20.

## Conexión con la RN 146
En 2011 con el objetivo de incrementar las condiciones de circulación y de seguridad vial y jerarquizar los accesos a la Ciudad de San Luis se construyó un nodo de intersección entre la ruta 146 y la N° 147. Vialidad Nacional además llevó a cabo regularización del canal existente que corre paralelo a laRuta Nacional Nº147 y cruza a la Ruta Nacional Nº146, mediante la construcción de un sistema de alcantarillado por debajo de la calzada.

## Circunvalación
en el año 2021 se empezó a construir la autovía de circunvalación entre santos Ortiz y la ruta de los pescadores habilitándose por completo el 17 de febrero de 2023